# Bộ Hồi
Bộ Hồi (danh pháp khoa học: Illiciales) là tên gọi cho một bộ trong thực vật có hoa. Bộ này không được nhiều nhà phân loại học thực vật công nhận và nếu có công nhận thì lại rất khác nhau trong các hệ thống phân loại đó, nhưng nói chung nó bao gồm khoảng 2-4 họ các loài cây bụi, cây thân gỗ và dây leo có nguồn gốc trong khu vực miền Australasia, đông nam châu Á, đông nam Hoa Kỳ. Tất cả các họ chứa các loài có tinh dầu và hoa với bao hoa kèm lá bắc, các lá đài và cánh hoa không phân biệt một cách rõ ràng với nhau và không sắp xếp trong các vòng xoắn rõ ràng.
Do bộ này ít được công nhận nên trong các hệ thống phân loại không sử dụng bộ này thì các họ của bộ được đặt trong các bộ khác như Magnoliales, Austrobaileyales.
Hệ thống Cronquist năm 1981 công nhận bộ Illiciales và coi nó chứa hai họ là Illiciaceae (hồi) và Schisandraceae (ngũ vị tử), thuộc về phân lớp Magnoliidae của lớp Magnoliopsida (thực vật hai lá mầm) của ngành Magnoliophyta (thực vật hạt kín).
Hệ thống Dahlgren cũng công nhận bộ này tương tự như vậy và đặt nó trong siêu bộ Magnolianae của phân lớp Magnoliideae (thực vật hai lá mầm theo Dahlgren) của lớp Magnoliopsida.
Angiosperm Phylogeny Group (APG) không công nhận bộ này, ban đầu đặt không đặt họ Illiciaceae vào bộ nào nhưng trong phiên bản kế tiếp (Hệ thống APG II) thì APG công nhận hai chi Illicium và Schisandra là các đơn vị phân loại có quan hệ họ hàng gần trong cùng họ Illiciaceae, đồng thời tạo ra bộ Austrobaileyales với các họ trong đó là Illiciaceae, Trimeniaceae, Austrobaileyaceae.